# The Enchanted Barn
The Enchanted Barn er en amerikansk stumfilm fra 1919 af David Smith.

## Medvirkende
- Bessie Love som Shirley Hollister
- J. Frank Glendon som Sidney Graham
- Joseph Singleton som John Barnard
- William T. Horne som Walter Graham
- Frank Butterworth som George Hollister